# Вишня Мишля
Вишня Мишля (словац. Vyšná Myšľa) — село в окрузі Кошиці-околиця Кошицького краю Словаччини. Площа села 8,87 км². Станом на 31 грудня 2016 року в селі проживало 969 жителів.

## Історія
Перші згадки про село датуються 1270 роком.

## Географія
Протікають Брадлянський потік і Грабовець.

## Населення
| Рік:            | 1994. | 2004.   | 2014.   | 2024.   |
| --------------- | ----- | ------- | ------- | ------- |
| Кількість осіб: | 840   | 888     | 971     | 999     |
| Різниця:        |       | +5,71 % | +9,34 % | +2,88 % |

| Рік:            | 2023. | 2024. |
| --------------- | ----- | ----- |
| Кількість осіб: | 999   | 999   |
| Різниця:        |       | +0 %  |